# Ala (náutica)

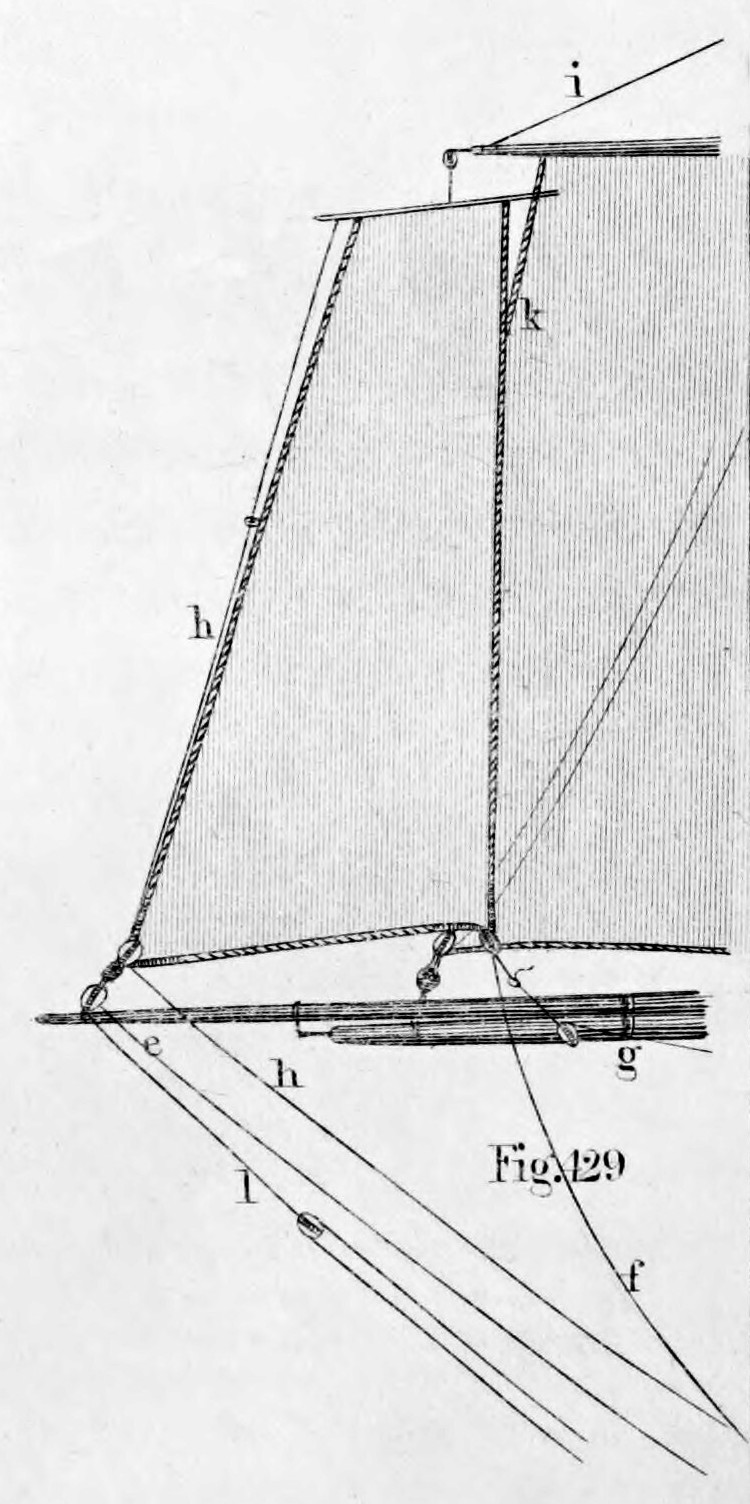
Colocación de un ala, de The young sea officer's sheet anchor (1843), p. 80.

En náutica, el ala es una pequeña vela que se agrega a la principal por uno o ambos lados, con tiempo bonancible y cuando el viento es largo o de popa, a fin de que, multiplicando las superficies en que este incide, aumente la velocidad del buque. (fr. Bonnete; ing. Stundding sail; it. Cortellazzo).

## Tipos
Estas velas pequeñas toman el sobrenombre de la vela principal a la que acompañan y de vela o verga.
- Ala de juanete
- Ala de velacho
- Ala de gavia
- Ala de trinquete (rastrera, arrastradera, ala rastrera)
- Ala mayor
- Ala de bolina: son las alas que sólo se diferencian de las otras en ser triangulares y se llevan en la posición de buena bolina.

## Expresiones
- Cortar las alas a un buque o cortar las plumas a un buque: esto significa desarbolarlo de todos o de alguno de los palos o masteleros con el fuego de la artillería de un combate.